# Polo aquático no Campeonato Mundial de Esportes Aquáticos de 2013
Os eventos do polo aquático no Campeonato Mundial de Esportes Aquáticos de 2013 ocorreram entre 21 e 3 de agosto na Piscines Bernat Picornell em Barcelona, Espanha.

## Calendário
| Julho         | 19 | 20 | 21 | 22 | 23 | 24 | 25 | 26 | 27 | 28 | 29 | 30 | 31 | 01 | 02 | 03 | 04 | T |
| ------------- | -- | -- | -- | -- | -- | -- | -- | -- | -- | -- | -- | -- | -- | -- | -- | -- | -- | - |
| Polo aquático |    |    | ●  | ●  | ●  | ●  | ●  | ●  | ●  | ●  | ●  | ●  | ●  | ●  | 1  | 1  |    | 2 |

## Medalhistas
Masculino 
| Ouro | Prata | Bronze |
| Hungria · Attila Decker · Viktor Nagy · Bence Bátori · Krisztián Bedő · Ádám Decker · Miklós Gór-Nagy · Balázs Hárai · Norbert Hosnyánszky · Norbert Madaras · Márton Szívós · Dániel Varga · Dénes Varga · Márton Vámos | Montenegro · Zdravko Radić · Draško Brguljan · Vjekoslav Pasković · Antonio Petrović · Darko Brguljan · Ugo Crousillat · Mlađan Janović · Nikola Janović · Aleksandar Ivović · Saša Mišić · Filip Klikovac · Predrag Jokić · Miloš Šćepanović | Croácia · Josip Pavić · Luka Lončar · Ivan Milaković · Fran Paškvalin · Maro Joković · Luka Bukić · Petar Muslim · Andro Bušlje · Sandro Sukno · Nikša Dobud · Anđelo Šetka · Paulo Obradović · Marko Bijač |

Feminino 
| Ouro | Prata | Bronze |
| Espanha · Marta Bach · Andrea Blas · Anna Espar · Laura Ester · Maica García Godoy · Patricia Herrera · Laura López · Ona Meseguer · Lorena Miranda · Matilde Ortiz · Jennifer Pareja · María del Pilar Peña · Roser Tarragó | Austrália · Lea Barta · Jayde Appel · Hannah Buckling · Holly Lincoln-Smith · Isobel Bishop · Bronwen Knox · Rowena Webster · Glencora Ralph · Zoe Arancini · Ashleigh Southern · Keesja Gofers · Nicola Zagame · Kelsey Wakefield | Hungria · Flóra Bolonyai · Orsolya Kasó · Dóra Antal · Barbara Bujka · Krisztina Garda · Anna Illés · Rita Keszthelyi · Dóra Kisteleki · Katalin Menczinger · Ibolya Kitti Miskolczi · Gabriella Szűcs · Orsolya Takács · Ildikó Tóth |

## Quadro de medalhas
| Ordem | País       | Medalha de ouro | Medalha de prata | Medalha de bronze | Total |
| ----- | ---------- | --------------- | ---------------- | ----------------- | ----- |
| 1     | Hungria    | 1               | 0                | 1                 | 2     |
| 2     | Espanha    | 1               | 0                | 0                 | 1     |
| 3     | Austrália  | 0               | 1                | 0                 | 1     |
| 3     | Montenegro | 0               | 1                | 0                 | 1     |
| 5     | Croácia    | 0               | 0                | 1                 | 1     |
| Total | Total      | 2               | 2                | 2                 | 6     |